# Луис-Моя (муниципалитет)
Луис-Мо́я (исп. Luis Moya) — муниципалитет в Мексике, входит в штат Сакатекас. Население 10 982 человека.